# Lazistan (regione storica)
Il Lazistan (in laz ლაზონა, translitterato Lazona; in georgiano ლაზეთი?, Lazeti o ჭანეთი, o Ç'aneti ; in turco ottomano لازستان) è una regione storica e culturale del Caucaso e dell'Anatolia, tradizionalmente abitata dal popolo Laz, situata principalmente in Turchia, con piccole parti in Georgia. La sua area è di circa 7.000 km², e la sua popolazione è di circa 500.000. Geograficamente, il Lazistan è costituito da una serie di valli strette e aspre che si estendono verso nord dalla cresta delle Monti del Ponto (il vecchio nome è montagne del Lazistan, in turco Anadolu Dağları), che lo separano dalla valle di Çoruh, e si estende da est a ovest lungo la sponda meridionale del Mar Nero. Il Lazistan è un termine praticamente proibito in Turchia. La designazione del termine Lazistan fu ufficialmente bandita nel 1926 dai kemalisti, poiché il nome era considerato un'invenzione "non patriottica" dell'ancien regime. Tuttavia, secondo quanto riferito, Recep Tayyip Erdoğan ha affermato nel 2013, che l'Impero ottomano chiamava la regione del Mar Nero Lazistan.

## Etimologia
L'etnonimo "Laz" è legato senza dubbio a un toponimo svan Lazan (ovvero il prefisso territoriale la- + Zan, "terra degli Zan"). Il suffisso - stan (inpersiano : ـستان, translitterato stân) è persiano per regione. La traduzione letterale è, quindi, "Regione dei Laz". "Lazistan" era anche precedentemente scritto Lazica o Lazia.